# Conhé
José António Mendonça Ferreira, detto Conhé (Alhos Vedros, 4 luglio 1945), è un ex calciatore e allenatore di calcio portoghese, di ruolo portiere.

## Carriera
Ha giocato 14 stagioni in Primeira Liga, per un totale di 329 partite.